# Science Fantasy
Science Fantasy beschreibt ein hybrides Genre von Literatur, Film und Spiel, das vor allem unterschiedliche Elemente von Science-Fiction und Fantasy vereint.

## Definition
Der Publizist Frank Weinreich definiert Science Fantasy schlicht als Genre, das in der Realität oder einer mit der Menschheitsgeschichte verknüpften Welt spielt, jedoch die Existenz metaphysischer Kräfte wie der Magie oder Parapsychologie umfasst. Für den Schriftsteller Marcel Feige ist eine Verknüpfung zwischen Wirklichkeit und metaphysischen Aspekten weniger entscheidend. Viel mehr ginge es in dem Genre darum, Grenzen klassischer Science Fiction und Fantasy zu durchbrechen. Weder würden technische Errungenschaften im Mittelpunkt stehen, noch drehe sich die Handlung um archetypische Helden, jedoch begreift er Science Fantasy als Verflechtung aus Zukunftsszenarien und mittelalterlich anmutenden Rahmenbedingungen.

## Beispiele
Zu den frühesten Vertretern der Science Fantasy kann die Saga um „John Carter vom Mars“ von Edgar Rice Burroughs gezählt werden, deren erster Teil 1912 in einem Pulp-Magazin erschien. Darin wird ein von der Erde stammender Protagonist in eine von der Menschheit bislang unentdeckte Welt versetzt, in der vornehmlich archaische Bedingungen in einem futuristischen Setting vorherrschen.
Weitere Vertreter der Science Fantasy, in deren Veröffentlichungen das Unmögliche im Rahmen einer ansonsten real erscheinenden Umgebung plausibel dargestellt wird, sind unter anderem Robert A. Heinlein mit „Die Zeit der Hexenmeister“, Fletcher Pratt und L. Sprague de Camp mit ihrem „Enchanter“-Zyklus, Henry Kuttner und C. L. Moore mit ihren Kurzgeschichten, Poul Anderson mit „Operation Chaos“, Leigh Brackett mit „Schatten über dem Mars“, M. John Harrison mit „Virconium“, Robert Silverberg mit seinem „Majipoor“-Zyklus, Anne McCaffrey mit „Drachenreiter von Pern“ sowie Gene Wolfe mit „Das Buch der Neuen Sonne“. Auch Tamsyn Muir mit „Ich bin Gideon“ zählt zu den Vertretern dieses Genres.

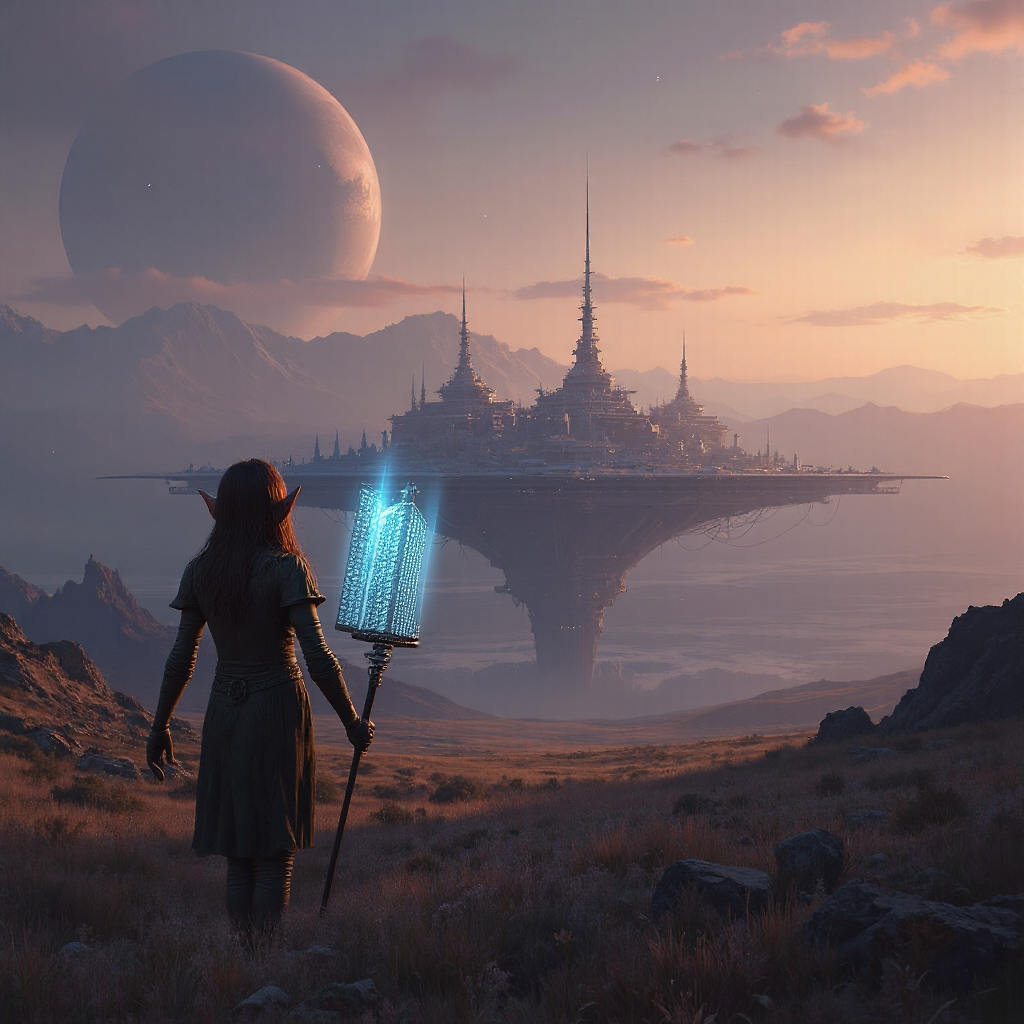
Im Gegensatz zu Fantasy, spielt Science-Fantasy oft auf anderen Planeten – außerirdische Technologien und Welten erklären dabei manchmal phantastische Elemente

Die vielleicht bekanntesten Beispiele für Science Fantasy stellen die Filmreihe „Star Wars“ von George Lucas – wobei deren Einstufung als Science Fantasy kontrovers ist – das Buch „Herr des Lichts“, die Romanreihe „Dune“ von Frank Herbert, das Pen-&-Paper-Rollenspiel „Shadowrun“, sowie das Tabletop-Spiel Warhammer 40.000 mit dazugehöriger Literatur, Kurzfilmen und Videospiele der britischen Firma Games Workshop dar.

## Charakteristika
Science-Fantasy kombiniert Charakteristika von Science-Fiction mit denen von Fantasy. Dabei werden üblicherweise Fantasy-Elemente in einen Science-Fiction-Kontext integriert. Tendenziell werden Welten beschrieben, die Fantasy-Welten stark ähneln, aber durch naturalistische Erklärungen der Science-Fiction glaubhaft gemacht werden. Beispielsweise werden für Fantasy-Literatur typische Kreaturen der Folklore und Mythologie in neu erfundenen Formen scheinbar möglich, beispielsweise durch das Element außerirdischer Wesen. Solche Werke können auch als „Mythopoeische Science Fantasy“ bezeichnet werden. Im Genre werden Themen oft auf planetarischer Ebene konzeptualisiert.